# Kraaiven
Kraaiven is een van de zeven industrieterreinen van Tilburg. Dit industrieterrein van ruim 200 hectare is vanaf de jaren 60 in fasen aangelegd en vormt ongeveer een vijfde van het beschikbare oppervlak aan Tilburgse bedrijfsgronden. Het ligt aan de noordrand van de stad, westelijk van stadsdeel Tilburg Noord en aan het Wilhelminakanaal. Het geldt als een bovenregionaal industrieterrein; grootschalige handels- en productiebedrijven bepalen het beeld. De circa 150 bedrijven bieden werk aan ruim 7000 mensen. Op Kraaiven zijn onder andere de geur- en smaakstoffenfabrikant IFF, het hoofdkantoor van Fabory (groothandel in bevestigingsmaterialen) en Banner Pharmacaps Europe (farmacie) gevestigd, een onderdeel van het vleesconcern Vion N.V. Daarnaast bevinden zich op Kraaiven onder andere een betonfabriek en een aantal voedings- en genotmiddelenfabrieken (Van de Breggen, Maître Paul, Van Geloven). Aan de Kraaivenstraat, naast de N261 richting Waalwijk is de afgelopen tien jaar  een cluster autobedrijven neergestreken waardoor een autoboulevard ontstaan is. Omdat alle percelen uitgegeven zijn maakt de gemeente Tilburg geen uitgifteprijzen voor de grond bekend.

## Bedrijvenpark Charlotte
Deze locatie is nog in ontwikkeling en kan beschouwd worden als een westelijke uitbreiding van Kraaiven, maar krijgt deels een ander karakter. Het terrein is genoemd naar juffrouw Charlotte Swagemakers die zich in de eerste helft van twintigste eeuw inzette voor de tuberculose-bestrijding. Het terrein is in gebruik geweest als sanatorium en later als revalidatiecentrum annex mytylschool. Vanaf de sluiting in 1998 heeft de gemeente enkele jaren gezocht naar kopers of pachters die het parkachtige karakter wilden behouden. Toen dit niet lukte, werden de opstallen, in afwachting van een definitieve bestemming, ter beschikking gesteld als woon- en werkplaats voor kunstenaars. Deze situatie heeft tot 2006 geduurd. Doordat de gemeente elementen van het landgoed Charlotteoord wil behouden, zal er geen ruimte zijn voor grote kavels. Er geldt een uitgiftetarief (koopprijs) van € 122,- per vierkante meter, wat in Tilburg gebruikelijk is. Het westelijk deel, dat als hoogwaardig bestempeld wordt, moet €155,- opbrengen. Vergeleken met gemiddelde landelijke tarieven van 76 to 92 euro zijn de prijzen hoog; dit weerspiegelt de grote vraag naar bedrijfsgrond in Midden-Brabant. Voor Charlotte gelden anno 2009 twee bestemmingsplannen: acht hectare valt onder hetzelfde bestemmingsplan als Kraaiven en zal op dezelfde manier ontwikkeld worden. Van de resterende twaalf hectare blijft het grootste deel (acht hectare) natuurgebied. De resterende vier hectare heeft de bestemming hoogwaardige bedrijvigheid, wat onder andere inhoudt dat bedrijfshallen niet mogen domineren, dat lawaaiige bedrijven geweerd worden en dat de bouwhoogte tot vijftien meter beperkt is.

## Bedrijvenpark Willemshoeck
In de zuidoostelijke hoek van Kraaiven ligt bedrijvenpark Willemshoeck. Het terrein omvat vijf bedrijfsverzamelgebouwen, onderverdeeld in elk 24 multifunctionele ruimten van diverse oppervlakten en indelingen. Willemshoeck heeft als doel atelier, studio, showroom, magazijn of andersoortige commerciële bedrijven te huisvesten.

## Bereikbaarheid
Het gebied wordt aan de oostkant begrensd door de Midden-Brabantweg, in het zuiden door het Wilhelminakanaal, en in het noorden en westen door bosgebied De Mast. Doordat het Wilhelminakanaal in de richting van Geertruidenberg en tot aan bedrijvenpark Loven vanaf 2009 verbreed zal worden, zijn Kraaiven en Loven binnen enkele jaren vanuit de haven van Rotterdam bereikbaar voor schepen tot 1350 ton. Thans is dat nog 500 ton. Het ministerie van Economische zaken heeft de aanpak van deze terreinen en de kanaalzone als Topproject aangemerkt.
De Zevenheuvelenweg die de hoofdas vormt, komt in het oosten direct uit op de N261 (Midden-Brabantweg). De westelijke hoofdontsluiting vindt plaats via de Swaardvenstraat, Dongenseweg en Burgemeester Baron van Voorst tot Voorstweg naar de Burgemeester Letschertweg (rondweg, voorheen Noordwesttangent, N260).

## Organisatie
Zoals de meeste Tilburgse bedrijventerreinen heeft Kraaiven een bedrijventerreincommissie, Stichting Participanten Industrieterrein Noord" (SPIN) die is aangesloten bij Bedrijvenoverleg regio Tilburg (BORT) die onder andere contacten onderhoudt met de gemeente en aan belangenbehartiging en lobby doet, onder andere om het vrijmaken van geld bij de rijksoverheid voor de kanaalzone te bespoedigen, soms samen met de gemeente Tilburg. Daarnaast exploiteren bedrijven van de autoboulevard een gezamenlijke website.

## Prehistorie
De omgeving van bedrijventerrein Kraaiven is de vindplaats van een van de oudste bewijzen van bewoning in Tilburg. Het gaat om nomadische jagers uit de midden-steentijd, die ongeveer 9000 jaar v.Chr. verschillende werktuigen achterlieten, zoals vuurstenen schrapers en pijlpunten van de Tjongercultuur.